# Lucas Pierre Santos Oliveira
Lucas Pierre Santos Oliveira eller bara Pierre, född 19 januari 1982 är en brasiliansk fotbollsspelare som spelar nuvarande för Fluminense FC.